# Фаррухзад II
Абу-л-Фатх Фаррухзад ибн Ахситан (1260—1282) — ширваншах, сын ширваншаха Ахситана II, который был преемником Фарибурза III. Правил в XIII веке.
При ширваншахе Фаррухзаде II независимость государства по-прежнему была номинальной с вассальной зависимостью от Ильханидов. Ширван в этот период был ареной для боевых действий между Ильханами и Золотой Ордой. Золотоордынские войска часто вторгались в Ширван через Дербендские ворота. В ответ Абака-хан, правитель Ильханидов, построил ряд оборонительных сооружений на реке Куре.
Согласно книге  Аббаса-Кули-ага Бакиханова «Гюлистан-и Ирам», эмир Чобан, правитель Хулагуидов, выдал свою дочь за сына Фаррухзада — Кея Кубада, а своего сына Султана Сулеймана женил на дочери ширваншаха.
Реставрировал мечеть Биби-Эйбат.